# Karel Jindřich Krušina
Karel Jindřich Krušina (28. září 1913, Budapešť – 29. července 1990, Stockholm) byl/je český prozaik a publicista.

## Život
Narodil se v Budapešti, krátce žil u své matky na Slovensku a pak vyrůstal ve slovenských sirotčincích. V patnácti se vydal do Čech, kde se pak živil jako sběrač tenisových míčků, čistič stok, čeledín, zahradnický pomocník nebo praktikant v koloniálu. Vzdělání nabyl ve večerních školách a stal se majitelem reklamní kanceláře a později ředitelem chemické továrny. První knihu, román z doby velké hospodářské krize Tři z miliónů, vydal roku 1966. Roku 1968 emigroval do Švédska, kde pracoval v Královské knihovně ve Stockholmu a pokračoval ve vydávání knih, z nichž nejvýznamnější je trilogie o politické perzekuci za komunistického režimu v Československu v padesátých letech 20. století Zrod satanova atomu (1971–1972), vydaná pod pseudonymem John Danius.

## Dílo
- Tři z miliónů, Práce, Praha 1966, román z doby velké hospodářské krize o osudech tří mladých lidí, které nezaměstnanost odstrčila na periférii společnosti.
- Zimní bouře, SNDK, Praha 1967, sbírka povídek pro děti a mládež (Ingeborg, Doktor, Študáci, Krakonoš, Pstruh pro Pištoru, Horolezci, Kořeny) ze života rázovitých krkonošských horalů, pytláků a obětavých příslušníků Horské služby.
- Bílé dobrodružství, Kruh, Hradec Králové 1968, sbírka povídek (První sníh, Kanadské saně, Ztracená podkova, První neděle, Obleva, Fajfka, Způsob výchovy dbalých otců, Malé překvapení, Přerušený oběd, Lavinka, Krčmář a mrecek, Tanečnice, Poplach, Bílá smrt, Při svíčce, Strašně daleko zaštěkal pes, Až se ucho utrhne, Cíl) ze života krkonošské Horské služby.
- Zrod satanova atomu, K. J. Krušina, Stockholm 1971–1972, trilogie o politické perzekuci za komunistického režimu v Československu v padesátých letech 20. století, vydaná pod pseudonymem John Danius. Jde o beletrizovanou literaturu faktu, popisující události z věznic, výslechy, život v pracovních táborech, nucenou práci v uranových dolech, zoufalé a málokdy úspěšné pokusy o útěk a pomalé umírání politických vězňů. Jednotlivé díly mají tyto názvy:
  - K smrti odsouzený vypráví (1971),
  - Zavraždění žalují (1972),
  - Jménem satana (1972).
- Pan Dadáček má dovolenou, K. J. Krušina, Stockholm 1973, detektivní román.
- Jedenáctý obvod, K. J. Krušina, Stockholm 1973, román.
- Druhá bouře, K. J. Krušina, Stockholm 1974, povídky.
- Matylda a my dva, K. J. Krušina, Stockholm 1975, novela.
- I kdyby na sůl nebylo, Aforismy, Kuchyňský brevíř – nevydáno.